# Macropis nuda
Macropis nuda es una especie de abeja perteneciente a la familia Melittidae, nativa de las regiones más septentrionales de América del Norte. Debido al clima, hibernan como pupas. La especie es única, ya que es una abeja polinizadora especializada, alimentándose principalmente de aceites florales de Primulaceae del género Lysimachia.

## Taxonomía
Macropis nuda es miembro de la familia Melittidae, dentro del orden de los himenópteros. Todas las especies del género Macropis son abejas especializadas,  ya que las hembras coleccionan aceites vegetales de las salicarias para provisionar sus nidos. Las abejas del género Macropis se denominan comúnmente como "abejas del aceite", ya que son los principales polinizadores de "plantas aceitosas" como las del género Lysimachia.

## Identificación y diferenciación
Tanto machos como hembras de M. nuda son más o menos de 7- 7,5 mm de longitud.

### Hembras
La cabeza, el tórax y el abdomen de las hembras son de color negro. Las hembras tienen una densa escopa blanca en su tibia posterior que es una adaptación para recoger y llevar los aceites florales además de polen Estas escopas son diferentes de las de otras abejas, ya que utilizan la acción capilar para contener aceites florales.

### Macho
Al igual que en las hembras, la cabeza, el tórax y el abdomen de los machos son de color negro. Los machos se caracterizan por marcas amarillas en la cabeza, la placa ancha en la parte frontal de la cabeza es completamente amarilla.